# Yoshinori Furube
Yoshinori Furube (født 9. december 1970) er en tidligere japansk fodboldspiller.
Han har spillet for flere forskellige klubber i sin karriere, herunder Avispa Fukuoka og FC Tokyo.